# Heterothrips gillettei
Heterothrips gillettei är en insektsart som beskrevs av Dudley Moulton 1929. Heterothrips gillettei ingår i släktet Heterothrips och familjen Heterothripidae. Inga underarter finns listade i Catalogue of Life.